# Copa Rio de 2011
A Copa Rio de Profissionais de  2011 foi a 16ª edição da Copa Rio. Pelo segundo ano seguido, o torneio foi disputado no segundo semestre por clubes "pequenos" de todas as divisões do futebol do Rio de Janeiro, já que no primeiro semestre estes clubes disputavam o Campeonato Estadual.
De acordo com o regulamento, o campeão poderia optar pela vaga da Série D de 2012 ou pela vaga da Copa do Brasil de 2012. Caso a opção fosse pela vaga na Série D, o vice ficaria com a da Copa do Brasil. Se o campeão escolhesse a Copa do Brasil, o primeiro melhor colocado imediatamente após o campeão e que não estivesse garantido em uma das divisões do futebol nacional (Séries A, B ou C de 2012) seria um dos representante do Rio na Série D. Ou seja, se o vice participasse da Série C de 2012, por exemplo, a vaga fica para o terceiro; e assim sucessivamente.
O campeonato foi organizado pela Federação de Futebol do Estado do Rio de Janeiro e divido em duas fases de grupos, mais as semifinais e a final. Apesar de costumeiramente não receber muita mídia, a contratação do folclórico atacante Túlio Maravilha (à época com 42 anos) pelo Bonsucesso para a disputa do torneio mereceu destaque nos grandes noticiários esportivos. Além disso, esta edição trouxe de volta os times pequenos que disputavam as divisões inferiores do futebol nacional, causando certa confusão no calendário e forçando alguns deles a jogarem com equipes mistas ou reservas.
A final foi disputada por Friburguese e Madureira, com o Tricolor Suburbano vencendo o primeiro jogo por 2 a 1 e o segundo por 3 a 2, com destaque para os três gols do atacante Elias e conquistando o seu primeiro título da competição, após o vice-campeonato de 2009. Como já participará da Série C de 2012, o campeão jogará a Copa do Brasil; cabendo ao Friburguense a classificação à Série D.

## Equipes participantes
Pela primeira vez, foram convidados a participar da Copa Rio todos os times participantes do Carioca de 2010, inclusive os dois rebaixados e os times participantes da Série B e da Série C do Brasileirão do mesmo ano. Nos anos anteriores, os participantes da Série D também tinham direito a disputar o torneio. Destes doze convocados, apenas o Tigres do Brasil (campeão da edição de 2009) desistiu de participar.
Além dos times da Série A, o atual campeão (Audax Rio), os quatro melhores da Série B e os três melhores da Série C do Estadual de 2010 tinham direito a participar do torneio, totalizando um máximo de vinte equipes.
Dos vindos da Série B, apenas o Quissamã ficou de fora, já que havia desistido da Copa Rio 2010 no meio da disputa e, por isto, fora desqualificado antecipadamente da edição seguinte. Finalmente, da Série C, somente o Barra Mansa abdicou de participar da competição. Assim, houve três desfalques e a Copa Rio contou com dezessete representantes, um a mais que na edição anterior.
| Equipe          | Cidade                | Em 2010      | Estádio            | Capacidade | Títulos (mais recente) |
| --------------- | --------------------- | ------------ | ------------------ | ---------- | ---------------------- |
| América         | Rio de Janeiro        | 7º           | Giulite Coutinho   | 16.000     | 0                      |
| Americano       | Campos dos Goytacazes | 14º          | Godofredo Cruz     | 9.300      | 0                      |
| Audax Rio       | São João de Meriti    | 1º           | Sendolândia        | 1.000      | 1 (2010)               |
| Bangu           | Rio de Janeiro        | 2º           | Moça Bonita        | 9.564      | 0                      |
| Boavista        | Saquarema             | 12º          | Los Larios[i]      | 8.000      | 0                      |
| Bonsucesso      | Rio de Janeiro        | Não disputou | Leônidas da Silva  | 13.000     | 0                      |
| Cabofriense     | Cabo Frio             | Não disputou | Correão            | 4.200      | 0                      |
| Duque de Caxias | Duque de Caxias       | Não disputou | Los Larios         | 8.000      | 0                      |
| Friburguense    | Nova Friburgo         | 5º           | Eduardo Guinle     | 6.550      | 0                      |
| Macaé           | Macaé                 | Não disputou | Moarcyzão          | 16.000     | 0                      |
| Madureira       | Rio de Janeiro        | 4º           | Conselheiro Galvão | 5.062      | 0                      |
| Nova Iguaçu     | Nova Iguaçu           | Não disputou | Laranjão           | 3.500      | 1 (2008)               |
| Olaria          | Rio de Janeiro        | 1            | Rua Bariri         | 8.300      | 0                      |

## Fórmula de disputa
A Copa Rio foi disputada em quatro fases, sendo duas de grupos e duas de "mata-mata".
Na primeira fase, as equipes foram distribuídas em quatro grupos - de A a D. Inicialmente, todos teriam cinco equipes, mas com as três desistências, o Grupo A contou com um time a mais que os demais. Os times enfrentariam-se dentro dos grupos em jogos de ida e volta. Os dois melhores de cada grupo e os dois melhores terceiros colocados (de acordo com o índice técnico) avançariam à segunda fase.
Nesta segunda fase, as associações classificadas seriam distribuídas em dois grupos de cinco (E e F), jogando entre si tal qual na primeira fase. Após as dez rodadas, classificariam-se para a terceira fase as duas primeiras colocadas de cada grupo.
A terceira fase consistiria de duas semifinais com cruzamento olímpico (primeiro de um grupo enfrenta o segundo de outro), com as equipes enfrentando-se em jogos de ida e volta, com o mando de campo do jogo da volta destinado à que tivesse o melhor índice técnico na soma das duas fases anteriores. Em caso de placares iguais nos dois jogos, as vagas à final seriam decididas nos pênaltis.
Na final, repete-se o regulamento aplicado à semifinal: jogos de ida e volta, com o mando de campo do jogo da volta definido pelo time de melhor índice técnico na soma das três fases anteriores. O campeão escolheria o torneio de que gostaria de participar no ano seguinte.

### Índice Técnico
Após diversos torneios usando o número de gols feitos (gols pró) para determinar o índice técnico, a FFERJ buscou refiná-lo para esta Copa Rio. A partir dela, o índice técnico (IT) de cada equipe equivale - - definido para cada fase - corresponde à soma das médias aritméticas dos pontos feitos e do saldo de gols. Matematicamente:

## Primeira fase
Realizada entre os dias 3 de setembro e 9 de outubro, a primeira fase teve dezessete representantes divididos em quatro grupos. Dos dezessete times participantes, dez avançaram à segunda fase.

### Grupo A
O único grupo com cinco representantes teve como grande destaque a participação de Túlio pelo Bonsucesso. Ele não balançou as redes na sua estreia oficial pelo clube, realizada no feriado da Independência do Brasil para um público pagante de 69 pessoas. Em seguida, porém, o atacante desancantou com um belo gol de bicicleta contra o Volta Redonda (clube no qual fora artilheiro do Carioca de 2005).
Ao derrotar o São João da Barra fora de casa, o Resende foi o único time do grupo a garantir a sua classificação de forma antecipada.
| 1 | Resende           | 14 | 8 | 4 | 2 | 2 | 15 | 6  | +9  | 2,87  |
| 2 | Volta Redonda     | 14 | 8 | 4 | 2 | 2 | 9  | 6  | +3  | 2,12  |
| 3 | Boavista-RJ       | 12 | 8 | 4 | 0 | 4 | 7  | 10 | -3  | 1,12  |
| 4 | Bonsucesso        | 9  | 8 | 1 | 6 | 1 | 8  | 7  | +1  | 1,25  |
| 5 | São João da Barra | 5  | 8 | 1 | 2 | 5 | 4  | 14 | -10 | -0,63 |

|                   | BOA   | BON   | RES   | SJB   | VOL   |
| Boavista          | -     | 2 - 1 | 1 - 0 | 1 - 0 | 0 - 1 |
| Bonsucesso        | 3 - 1 | -     | 1 - 1 | 1 - 1 | 0 - 0 |
| Resende           | 4 - 0 | 0 - 0 | -     | 2 - 1 |       |
| São João da Barra | 0 - 2 | 1 - 1 | 0 - 4 | -     | 1 - 0 |
| Volta Redonda     | 1 - 0 | 1 - 1 | 1 - 3 | 3 - 0 | -     |

### Grupo B
Com duas rodadas de antecedência, ao vencer o Bangu em casa, o Macaé tornou-se o primeiro clube classificado à segunda fase. Na rodada seguinte, o Friburguense também se classificou antecipadamente, vencendo o mesmo Bangu fora de casa.
| 1 | Friburguense | 13 | 6 | 4 | 1 | 1 | 17 | 11 | +6 | 3,17  |
| 2 | Macaé        | 10 | 6 | 3 | 1 | 2 | 9  | 8  | +1 | 1,83  |
| 3 | Bangu        | 8  | 6 | 2 | 2 | 2 | 10 | 9  | +1 | 1,50  |
| 4 | Cabofriense  | 3  | 6 | 1 | 0 | 5 | 7  | 15 | -8 | -0,83 |

|              | BAN   | CAB   | FRI   | MAC   |
| Bangu        | -     | 2 - 0 | 2 - 3 | 0 - 0 |
| Cabofriense  | 1 - 2 | -     | 1 - 3 | 2 - 1 |
| Friburguense | 3 - 3 | 4 - 2 | -     | 4 - 2 |
| Macaé        | 2 - 1 | 3 - 1 | 1 - 0 | -     |

### Grupo C
Na segunda rodada, o Olaria receberia o Audax Rio na Rua Bariri. No entanto, a ambulância demorou mais de trinta minutos para chegar ao local e, seguindo o Estatuto do Torcedor, o árbitro Alexandre Vargas decretou o WO contra o time da casa. O Olaria entrou com recurso no TJD-RJ pedindo que o jogo fosse refeito, mas o Tribunal deu ganho de causa ao Audax, mantendo o placar.
Na penúltima rodada, o Audax Rio garantiu a classificação à segunda fase de forma antecipada, ao empatar justamente contra o Olaria.
| 1 | Audax Rio      | 12 | 6 | 3 | 3 | 0 | 10 | 5  | +5 | 2,83 |
| 2 | Serra Macaense | 8  | 6 | 2 | 2 | 2 | 11 | 9  | +2 | 1,67 |
| 3 | Olaria         | 6  | 6 | 1 | 3 | 2 | 8  | 11 | -3 | 0,50 |
| 4 | Americano      | 5  | 6 | 1 | 2 | 3 | 8  | 12 | -4 | 0,17 |

|                | AME   | AUD   | OLA   | SMA   |
| Americano      | -     | 2 - 2 | 3 - 3 | 0 - 3 |
| Audax Rio      | 1 - 0 | -     | 1 - 1 | 1 - 1 |
| Olaria         | 0 - 1 | 0 - 3 | -     | 1 - 0 |
| Serra Macaense | 3 - 2 | 1 - 2 | 3 - 3 | -     |

### Grupo D
Na penúltima rodada, Duque de Caxias e Madureira venceram fora de casa e garantiram com antecedência as suas classificações à segunda fase.
| 1 | Madureira       | 13 | 6 | 4 | 1 | 1 | 10 | 5  | 5  | 3,00 |
| 2 | Duque de Caxias | 9  | 6 | 3 | 0 | 3 | 6  | 12 | -6 | 0,50 |
| 3 | America         | 8  | 6 | 2 | 2 | 2 | 10 | 9  | 1  | 1,67 |
| 4 | Nova Iguaçu     | 4  | 6 | 1 | 1 | 4 | 11 | 11 | 0  | 0,67 |

|                 | AME   | DUQ   | MAD   | NOV   |
| America         | -     | 1 - 2 | 2 - 1 | 3 - 3 |
| Duque de Caxias | 1 - 0 | -     | 1 - 2 | 2 - 1 |
| Madureira       | 1 - 1 | 3 - 0 | -     | 1 - 0 |
| Nova Iguaçu     | 1 - 3 | 5 - 0 | 1 - 2 | -     |

## Segunda fase
Para a segunda fase as associações classificadas na primeira fase serão distribuídas em 02 grupos (grupo E e F), jogando entre si, dentro do grupo, em turno e returno, classificando-se para a terceira fase a primeira e a segunda colocada de cada grupo.

### Grupo E
Tal qual na primeira fase, o Macaé garantiu a classificação de forma antecipada, sendo o primeiro clube a avançar às semifinais da competição. O feito ocorreu com duas rodadas de antecedência, mesmo com o time folgando na oitava rodada.
| 1 | Macaé           | 19 | 8 | 6 | 1 | 1 | 18 | 9  | +9  | 3,50  |
| 2 | Bangu           | 14 | 8 | 4 | 2 | 2 | 17 | 12 | +5  | 2,37  |
| 3 | Audax Rio       | 12 | 8 | 4 | 0 | 4 | 13 | 14 | -1  | 1,37  |
| 4 | Resende         | 11 | 8 | 3 | 2 | 3 | 12 | 11 | +1  | 1,50  |
| 5 | Duque de Caxias | 1  | 8 | 0 | 1 | 7 | 12 | 27 | -15 | -1,75 |

|                 | AUD   | BAN   | DUQ   | MAC   | RES   |
| Audax Rio       | -     | 0 - 3 | 4 - 2 | 3 - 0 | 2 - 1 |
| Bangu           | 3 - 0 | -     | 3 - 2 | 1 - 1 | 0 - 1 |
| Duque de Caxias | 1 - 4 | 2 - 4 | -     | 0 - 3 | 3 - 3 |
| Macaé           | 2 - 0 | 5 - 2 | 3 - 2 | -     | 2 - 0 |
| Resende         | 2 - 0 | 1 - 1 | 3 - 0 | 1 - 2 | -     |

### Grupo F
Com uma rodada de antecedência, os empates de Madureira-Serra Macaense e America-Volta Redonda definiram as classificações de Friburguense (que folgava na rodada) e Madureira às semifinais, restando-lhes determinar a liderança do grupo na última rodada.
| 1 | Friburguense   | 16 | 8 | 5 | 1 | 2 | 17 | 8  | +9  | 3,12  |
| 2 | Madureira      | 15 | 8 | 4 | 3 | 1 | 12 | 9  | +3  | 2,25  |
| 3 | Serra Macaense | 11 | 8 | 3 | 2 | 3 | 16 | 17 | -1  | 1,25  |
| 4 | Volta Redonda  | 8  | 8 | 2 | 2 | 4 | 9  | 10 | -1  | 0,87  |
| 5 | America        | 5  | 8 | 1 | 2 | 5 | 11 | 21 | -10 | -0,62 |

|                | AME   | FRI   | MAD   | SMA   | VOL   |
| America        | -     | 0 - 4 | 1 - 2 | 3 - 4 | 2 - 2 |
| Friburguense   | 3 - 0 | -     | 2 - 3 | 2 - 0 | 2 - 0 |
| Madureira      | 1 - 1 | 0 - 0 | -     | 1 - 1 | 1 - 0 |
| Serra Macaense | 2 - 3 | 2 - 4 | 4 - 3 | -     | 2 - 0 |
| Volta Redonda  | 3 - 1 | 3 - 0 | 0 - 1 | 1 - 1 | -     |

## Semifinais e final
|  | Semifinais   | Semifinais | Semifinais | Semifinais |   |              | Final | Final | Final | Final |
|  |              |            |            |            |   |              |       |       |       |       |
|  | Friburguense | 2          | 2          | 4          |   |              |       |       |       |       |
|  | Bangu        | 1          | 1          | 2          |   |              |       |       |       |       |
|  | Bangu        | 1          | 1          | 2          |   | Friburguense | 1     | 2     | 3     |       |
|  |              |            |            |            |   | Friburguense | 1     | 2     | 3     |       |
|  |              | Madureira  | 2          | 3          | 5 |              |       |       |       |       |
|  | Macaé        | Madureira  | 2          | 3          | 5 | 0            | 2     | 2 (3) |       |       |
|  | Macaé        |            |            |            |   | 0            | 2     | 2 (3) |       |       |
|  | Madureira    | 2          | 0          | 2 (5)      |   |              |       |       |       |       |

## Classificação Geral
| Classificação | Classificação     | Classificação | Classificação | Classificação | Classificação | Classificação | Classificação | Classificação | Classificação | Classificação | Classificação |
| #             | Time              | PG            | J             | V             | E             | D             | GP            | GS            | SG            | IT            |               |
| ------------- | ----------------- | ------------- | ------------- | ------------- | ------------- | ------------- | ------------- | ------------- | ------------- | ------------- | ------------- |
| 1             | Madureira         | 37            | 18            | 11            | 4             | 3             | 29            | 19            | +10           | 2,61          |               |
| 2             | Friburguense      | 35            | 18            | 11            | 2             | 5             | 41            | 26            | +15           | 2,78          |               |
| 3             | Macaé             | 32            | 16            | 10            | 2             | 4             | 29            | 19            | +10           | 2,62          |               |
| 4             | Bangu             | 22            | 16            | 6             | 4             | 6             | 29            | 25            | +4            | 1,62          |               |
| 5             | Resende           | 25            | 16            | 7             | 4             | 5             | 27            | 17            | +10           | 2,19          |               |
| 6             | Audax Rio         | 24            | 14            | 7             | 3             | 4             | 23            | 19            | +4            | 2,00          |               |
| 7             | Volta Redonda     | 22            | 16            | 6             | 4             | 6             | 18            | 16            | +2            | 1,50          |               |
| 8             | Serra Macaense    | 19            | 14            | 5             | 4             | 5             | 27            | 26            | +1            | 1,43          |               |
| 9             | America           | 13            | 14            | 3             | 4             | 7             | 21            | 30            | -9            | 0,29          |               |
| 10            | Duque de Caxias   | 10            | 14            | 3             | 1             | 10            | 18            | 39            | -21           | -0,79         |               |
| 11            | Boavista-RJ       | 12            | 8             | 4             | 0             | 4             | 7             | 10            | -3            | 1,13          |               |
| 12            | Bonsucesso        | 9             | 8             | 1             | 6             | 1             | 8             | 7             | +1            | 1,25          |               |
| 13            | Olaria            | 6             | 6             | 1             | 3             | 2             | 8             | 11            | -3            | 0,50          |               |
| 14            | Americano         | 5             | 6             | 1             | 2             | 3             | 8             | 12            | -4            | 0,17          |               |
| 15            | São João da Barra | 5             | 8             | 1             | 2             | 5             | 4             | 14            | -10           | -0,63         |               |
| 16            | Nova Iguaçu       | 4             | 6             | 1             | 1             | 4             | 11            | 11            | 0             | 0,67          |               |
| 17            | Cabofriense       | 3             | 6             | 1             | 0             | 5             | 7             | 15            | -8            | -0,83         |               |